# Пусо
Пусо или таму, иногда известный на филиппинском английском как «висячий рис», представляет собой филиппинский рисовый пирог, приготовленный путем варки риса в тканом мешочке из пальмовых листьев. Чаще всего он встречается в восьмигранной, ромбовидной или прямоугольной форме, но он также может иметь различные другие замысловатые сложные формы. Он известен под разными названиями на Филиппинах с многочисленными вариациями, но обычно ассоциируется с культурой уличной еды народов Висаян и Моро.
Пусо относится к способу приготовления и подачи риса на плетеных листьях и, таким образом, не относится к конкретному рецепту. На самом деле это может относиться ко многим различным способам приготовления риса, от простого до пикантного или сладкого. Тем не менее, все они представляют собой тканые мешочки, в которые насыпают рис и варят его путем варки. Пусо отличается от других филиппинских блюд, завернутых в листья, таких как суман, биналот и пастила, тем, что в последних используются листья, которые просто оборачиваются вокруг еды и складываются или завязываются. Пусо, напротив, использует замысловатые плетеные листья в качестве мешочка.
Пусо традиционно готовят как способ упаковать рис для путешествий, и его едят, держа в руках стоя, обычно в сочетании с мясом или морепродуктами, приготовленными на шампурах ( инихав или сатти ). Его до сих пор едят таким образом у уличных торговцев едой ( pungko-pungko ). При сидячей трапезе его обычно нарезают на кусочки и подают на тарелке вместо обычного риса .
Когда-то пусо были важны в культурном отношении среди филиппинцев доиспанского происхождения как подношение духам дивата и как расширение базовых навыков ткачества среди женщин. Он стал связан с праздниками, поскольку их обычно подавали во время религиозных мероприятий, особенно более сложные плетеные вариации. Он до сих пор используется в ритуалах в некоторых частях Филиппин, хотя сами ритуалы в основном христианизированы. Точно так же он оставался культурно важным для филиппинцев-мусульман, где он стал символом праздника Хари Райя .
Пусо связан с аналогичными блюдами в других австронезийских культурах, занимающихся выращиванием риса, в первую очередь с индонезийским кетупатом, хотя последний ограничен ромбовидной формой и соткан по-другому. Очень похожая версия в форме октаэдра, называемая атупат, также была найдена на доколониальном Гуаме, до того, как древнее выращивание риса на острове было заменено кукурузой, привезенной испанцами.

## Имена
Pusô (также пишется как puso, poso или pusó ) буквально означает «сердце» на языке кебуано из-за его сходства с сердцем с двумя свободными концами кокосового листа, выходящими вверху, напоминающими аорту и полые вены . Его другое наиболее распространенное имя, patupat, первоначально означает «четырехугольный [прямоугольник или куб]», повторение протомалайско -полинезийского *epat ( «четыре»). Эта форма все еще очевидна в старом родственном чаморро atupat .
Пусо также известен под разными именами в разных этнических группах на Филиппинах, включая пиюсопусо на языках миндоро ; пиёсо в Маранао, Ирануне и Магинданаоне ; langbay, lambay или linambay в Waray ; бугной в Хилиганоне ; там-о в Акланоне ; таму, таму или тему в Таусуге и Якане ; синамбонг, патупат или пусу в Капампангане, Пангасинане и Илокано ; и катумпат в Сама-Баджау .

## Описание
Пусо не относится к конкретному рецепту, это скорее способ упаковки и подачи риса. Таким образом, на самом деле это может относиться ко многим различным способам приготовления риса, от простого до пикантного или сладкого. Тем не менее, все они представляют собой тканые мешочки, в которые насыпают рис и варят в кипящем состоянии. Когда рис готовится, пакет предотвращает его растекание, в результате чего получается уплотненная текстура, похожая на пирог. Его можно приготовить из обычного белого риса или клейкого риса, высыпанного в предварительно тканый контейнер, а затем погруженного в кипящую жидкость. Обычно он простой, но его можно приготовить с мясом или приправить гатой ( кокосовым молоком ) и специями, такими как соль или имбирь. Другие варианты блюда также могут быть сладкими и могут быть приготовлены с сахаром мусковадо.

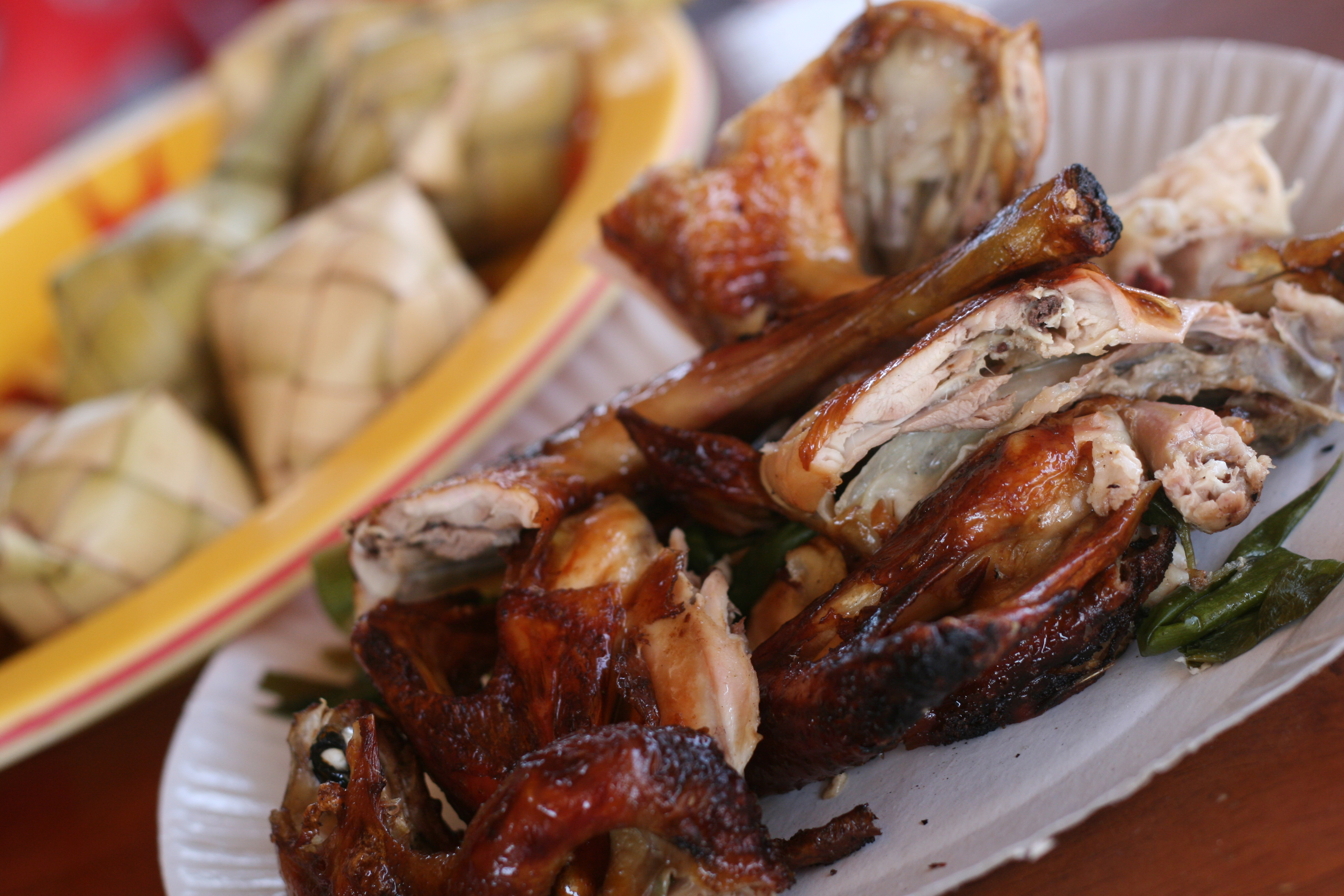
Лечон манок (жареный цыпленок) подается с пусо

Пусо отличается от других филиппинских блюд, завернутых в листья, таких как тагальский биналот и пастила магинданао, а также различных закусок каканин, завернутых в листья, которые можно найти на Филиппинах, таких как суман и морон . Во всех этих блюдах используются листья, которые просто оборачиваются вокруг еды и складываются или завязываются. Они не сплетаются в сложные узоры в отличие от пюсо .
Плетение листьев - древнее искусство на Филиппинах, которое используется для изготовления различных традиционных изделий ручной работы, таких как корзины, шляпы, циновки, игрушки, сайдинг и даже религиозные украшения (как в древнем анитизме, так и в современных христианских празднованиях Вербного воскресенья ). Еда также обычно заворачивается в плетеные листья, чаще всего из банановых или кокосовых листьев. Это делает их эстетичными, практичными в еде и наполняет пищу ароматом листьев.
Мешочки пусо почти всегда плетут из кокосовых листьев, хотя они также могут быть сделаны из других видов пальм или из листьев пандана . Используемые кокосовые листья свежепроросшие, обычно от бледно-желтого до светло-зеленого цвета и гораздо более гибкие, чем старые листья. Эти молодые листья известны как лукай в большинстве регионов Висайи; palaspas, usbong, talbos или ibus в Южном Лусоне ; дугокан в Лейте ; угбо на Бохоле ; уйок в масбате ; и langkóy в Bicol . Существует множество техник, с помощью которых их можно плести, что привело к появлению множества различных видов пюсо .
Ткачи пусо традиционно известны как мамумусо или манлала на языке себуано .

## Культурное значение

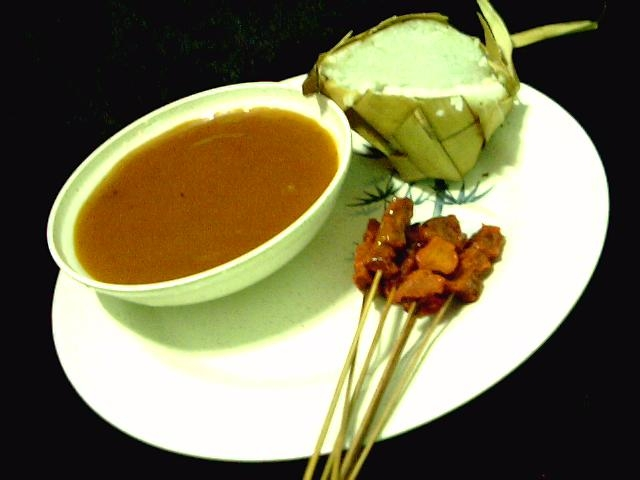
Таусуг та'му обычно подают с сатти в арахисовом соусе.

Пусо возник из-за способа приготовления и упаковки риса. Он также был заметен в религиозных ритуалах анитизма доколониальных филиппинцев. Меньшие или более сложные версии были традиционной частью пищевых подношений духам дивата, традиции, которую испанцы называли ofrendas . Эти традиции все чаще забывались или синкретизировались по мере того, как филиппинцы обращались в христианство и ислам за последние несколько столетий.
Ритуалы с участием пусо в прошлом в религии кебуано включают харанг са мга калага (ритуал, препятствующий тому, чтобы умерший воздействовал на живых); сагангсанг (ритуал для собирателей вина из пальмы туба ); дамит (предуборочный ритуал); бухат силанг (обряд благодарения после сбора урожая); тигпо (ритуал прощения у духов умерших); и балангкисау (ритуал прощения у водных духов).
Тем не менее, он все еще сохраняется в некоторых (христианизированных) ритуалах сегодня, например, в памисе (католическая молитва за умерших). Это также по-прежнему регулярная часть ofrenda . Хотя в наше время приношение обычно делается домашнему католическому алтарю или умершим близким, а не духам дивата .
Среди филиппинцев-мусульман он также сохранился как праздничная еда и очень популярен во время многих исламских праздников. Это особенно связано с празднованием Хари Рая в конце Рамадана .

## Вариации
Пусо может быть изготовлен в самых разных формах с использованием самых разных техник. Некоторые этнические группы имеют множество традиционных вариантов, в то время как в других этнических группах он ограничивается одним или двумя. Многие методы также используются этническими группами и могут быть известны под разными названиями, что указывает на общее происхождение или культурный обмен между группами на доколониальных Филиппинах.

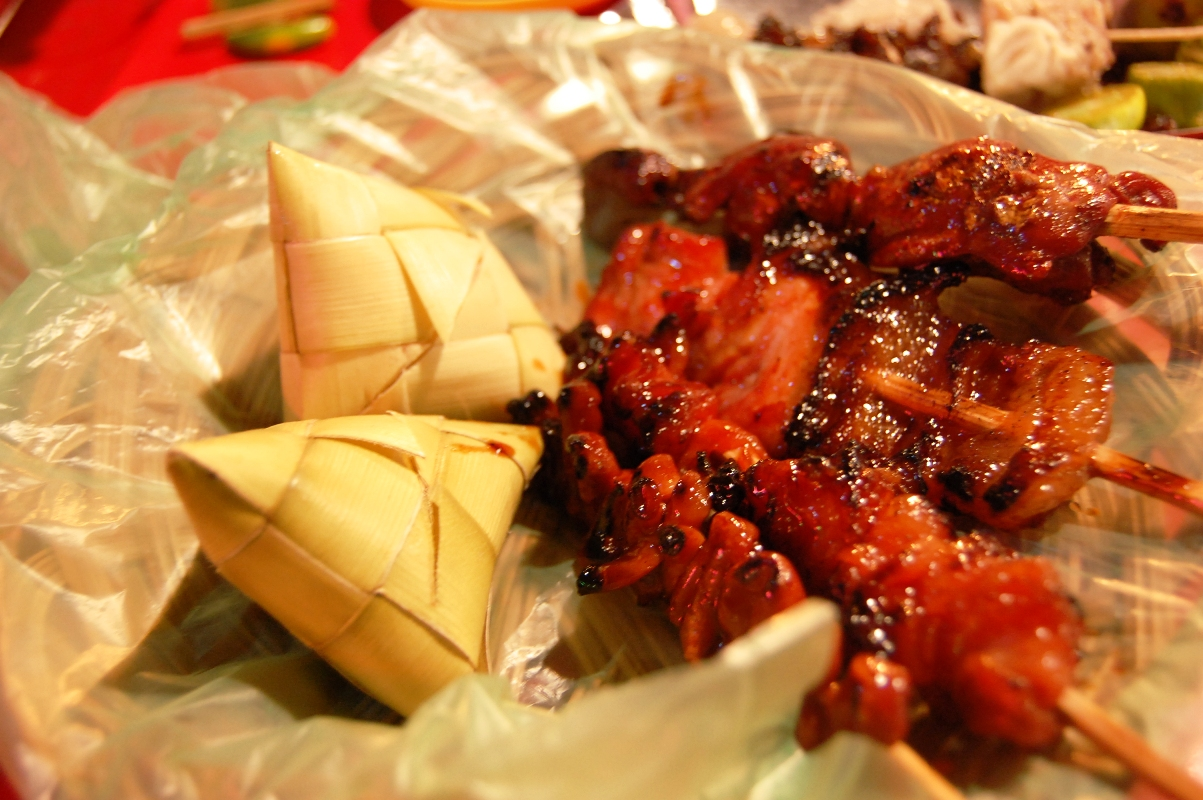
Пусо в стиле бинаки с инихау (филиппинское барбекю)

- Бинаки - также бакибаки, что означает «подобный лягушке». Эта широко распространенная версия напоминает сидящую лягушку с пятью угловатыми точками. Он сделан из одной нити, свободный конец которой выходит напротив основания ветви. Он также известен как конгкан среди жителей Палавана, что также является отсылкой к его лягушачьей форме. Он известен как uwan-uwan («маленькая подушка») среди народа Sama Bajau и как piyusopusú (разновидность птицы) среди народа Mangyan . Другие названия для него в кебуаноязычных регионах включают бинаба («полный рот») и синайоп (происходящее от древневисайского синап, что означает «сложенные руки»). Его также называют байи там-о («женский там-о ») среди народа акланон, вероятно, потому, что он напоминает грудь. Это также версия, исторически называемая lambay, langbay, linambay или linangbay, буквально «подобная крабу».
- Бинанкито - также бинангкасо, сложная версия из Анда, Бохол, напоминающая перевернутый бангко (табурет с четырьмя ножками), обычно используемый в качестве ритуального подношения на лантайских алтарях.
- Биноса — самый маленький вид пюсо . Он сплетен из одной нити и имеет форму бокала. Он уникален тем, что почти всегда используется в качестве подношения духам дивата . Они из города Таптап в Себу. Подобный вариант называется инумол в Анде, Бохоле, и, как и биноза, также используется в качестве подношения духа.
- Бинунги - буквально «вырванный зуб». Еще одна маленькая версия из Таламбана, Себу, хотя она сделана для развлечения, а не для ритуального подношения. Он напоминает моляр, с широкой вершиной и основанием с короткими выступами.
- Буласа - очень маленькие пусо с Восточного Негроса, которые содержат более или менее всего горсть риса. Они часто содержат каканин и подаются во время застолий и свадеб. Он также известен как таму лугус (« арека орех таму ») среди народа якан и кимес а дату («[рис, сжатый] в руке « дату ») среди народа маранао .
- Хеллу — несколько диагонально вытянутая версия у народа таусуг . Это очень редко и больше не используется для приготовления риса. Это может быть тот же узор, который испанские источники называют байубайо .
- Камбинг - буквально «козлоподобный». Версия якана похожа на кебуанский минанок, но имеет дополнительные детали, которые делают его похожим на козу, а не на курицу.

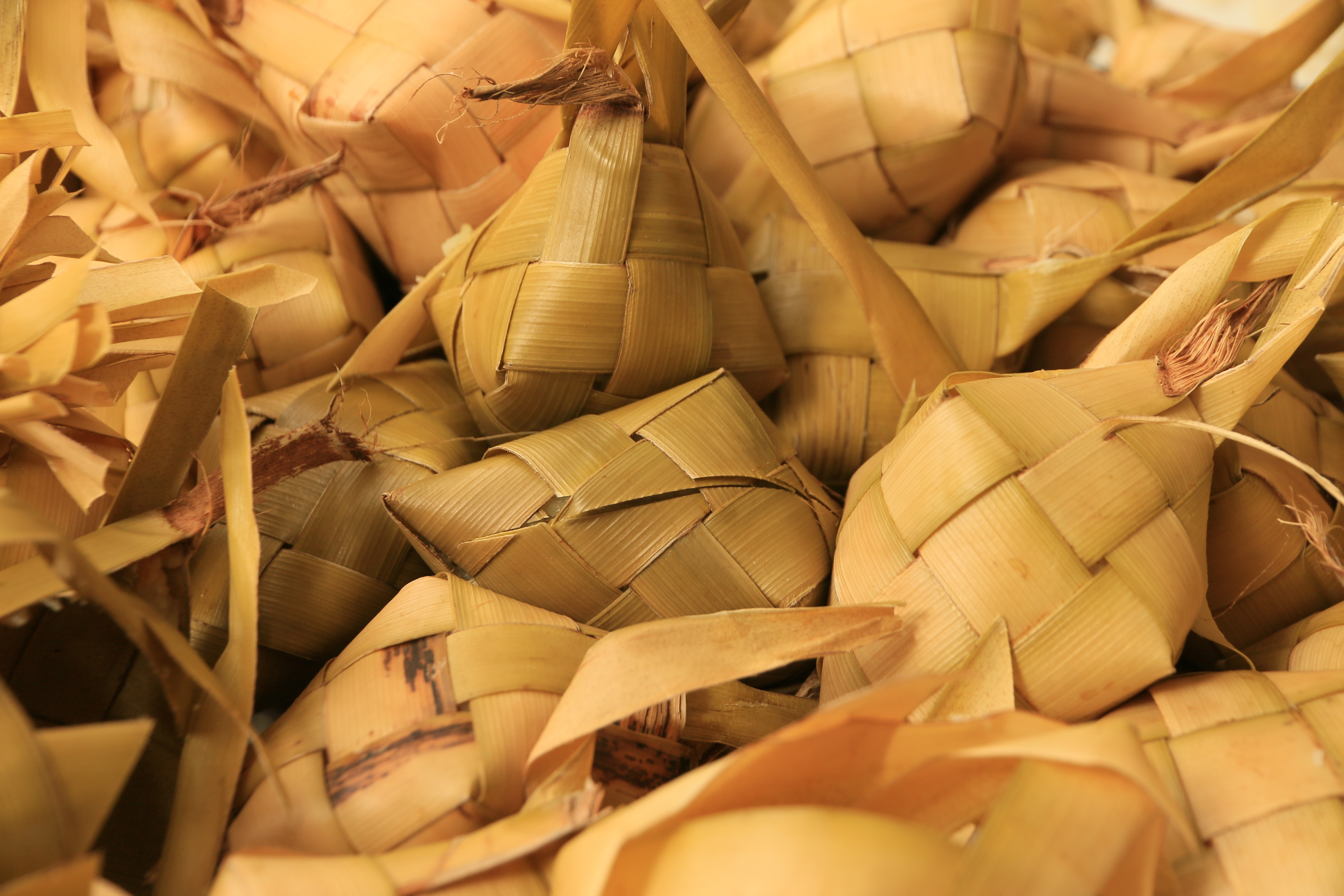
Пусо в стиле кинасинг из Себу

- Кинасинг - буквально означает «подобный сердцу». Эта версия имеет форму вытянутого восьмигранника . Он соткан из двух нитей, свободные концы которых выходят сверху, где также выходят основания листьев. Это наиболее распространенная версия, встречающаяся в кебуаноязычных регионах, включая Себу, Камигуин, Северный Минданао и Сарангани .
- Кумо - двухрядная версия от Самара, сотканная в виде сжатого кулака. Как и биноса, они часто используются исключительно как подношения.
- Манан-ав - редкая версия, найденная в Себу. «Манан-ав» — это местное кебуанское название лунной орхидеи ( Phalaenopsis amabilis ). Этот вариант назван в честь его сходства с цветами. Он очень большой, даже больше, чем пинавикан, и состоит из восьми полос.
- Минанок - буквально «куриный». Версия из Taptap, Себу, в форме курицы. Используется как ритуальное подношение. Также известен как ланггам («птица»).
- Пэт Беттс – буквально «коровьи копыта». Вариант в форме треугольной пирамиды, очень распространенный среди таусугов. У него четыре угла у основания и по три угла с каждой стороны, сходящиеся в одну точку.

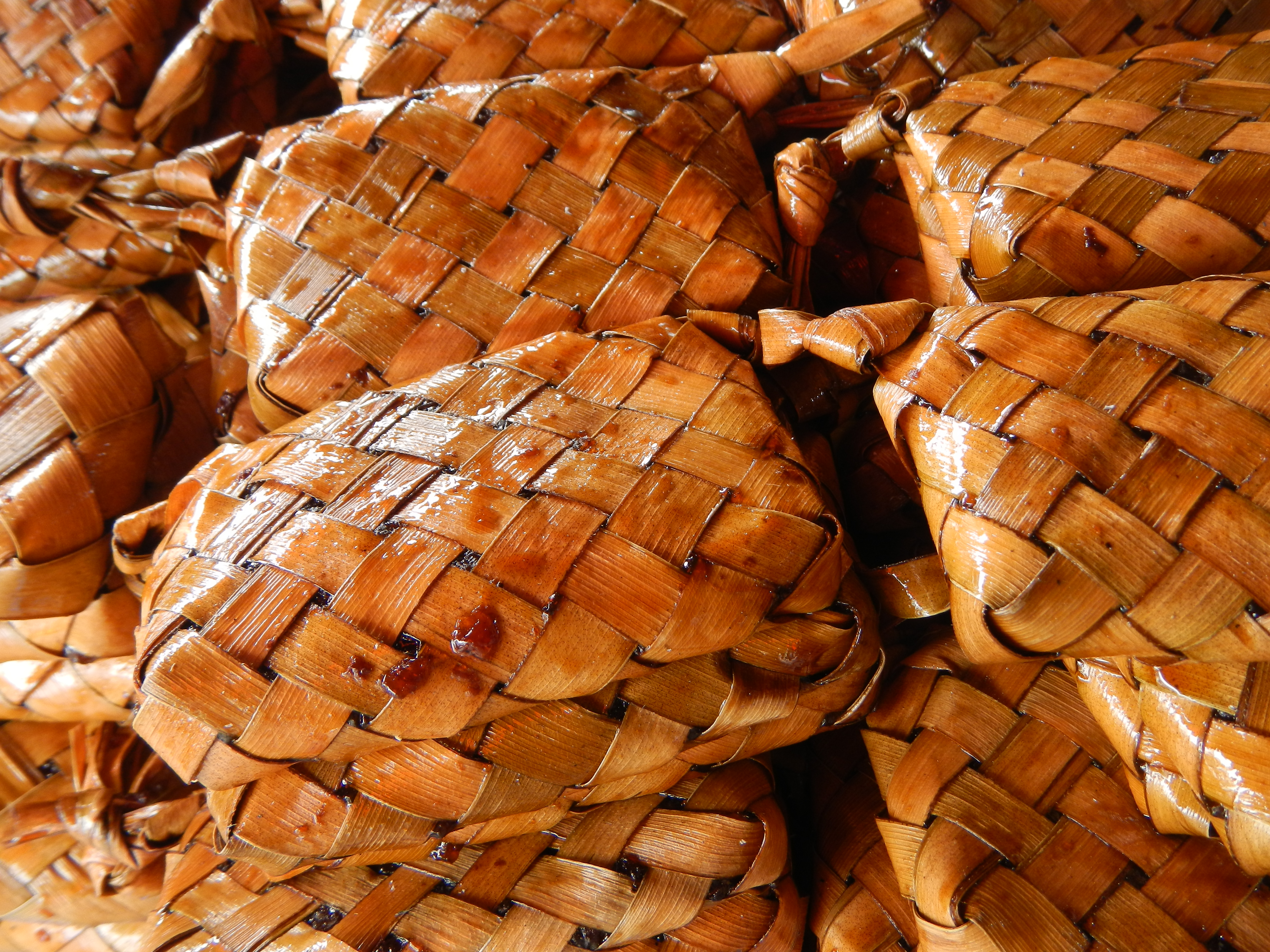
Ilocano patupat, сладкий вариант типичной прямоугольной формы, приготовленный из клейкого риса, сваренного в смеси кокосового молока и сахара мусковадо.

- Патупат - версия из Северного Лусона в форме плоского прямоугольника. Он уникален тем, что всегда готовится как десерт, а не простой или пикантный. Его варят в кокосовом молоке и сахаре мусковадо или даже патоке . Он также известен как тикоб среди тагалогов. Оба названия относятся к его прямоугольной форме.
- Пинагбутасан - вероятно, та же версия, что и в погребальном ритуале пагбутас, описанная в испанских источниках. Хотя современная народная этимология приписывает происхождение его имени истории о дату, который женился на второй жене и был брошен своей первой женой после того, как он предложил ей меньшую часть пюсо, которую он разрезал пополам. Он имеет треугольную форму с основанием листа и свободными концами, выходящими в одной точке.
- Пинавикан - буквально означает «похожий на морскую черепаху ». Также известен как бинадбаранай («распутывающийся»), пинаги («подобный лучу ») и биналек («возвращающийся»). Это большая версия, состоящая из четырех нитей, свободные концы которых вплетены в другие нити. Это обычно встречается в Себу и Восточном Негросе.
- Пудоль - также тинигиб или дампол, что означает «отрезать». Напоминает кинасинг и плетется аналогично, но заостренный кончик внизу приплюснут. Он также известен как бувах пагунг («плод пальмы нипа ») среди сама-баджау и таму сибуляс («луковый таму ») в таусуге.
- Таму Баванг - буквально «чесночный таму ». Версия Tausug, напоминающая Cebuano kinasing, за исключением того, что свободные концы выходят из одного из углов в центре, а не на концах.
- Таму Бююнг Камбинг - буквально « таму мошонки козла». Версия Yakan в виде двух маленьких мешочков, сливающихся посередине.
- Таму Дува Сусу - буквально « таму двух сосков». Версия Yakan, названная в честь двух углов на верхней стороне.
- Таму Пинад - наиболее распространенная версия, используемая таусугами для праздников Хари Рая . Название означает «ромбовидный таму », потому что он имеет уплощенную ромбовидную форму. Он больше всего похож на индонезийский кетупат .
- Таму Сумбай - версия якана, напоминающая корзину под названием сумбай . У него широкое основание и узкий верх, чем-то напоминающий женскую сумочку.
- Tamu Tempipih - версия Yakan, названная в честь корзины аналогичной формы. Он напоминает пинад Таусуг с отрезанным одним углом.
- Тинумпей — сложный вариант от народа якан, похожий на бинангкито, за исключением того, что концы сплющены, что делает его похожим на четырехконечную звезду. Название относится к тумпей, традиционной сумке, которую используют фермеры якан. Возможно, это тот же образец, который испанские источники называют бинитун среди жителей Висайи.
- Улона а бабак - версия народа маранао, идентичная по конструкции патупату, но не используемая для хранения подслащенного риса. Название буквально означает «подушка обезьяны». Это также могут быть версии тамбонга и бинайрана, упомянутые в испанских источниках.

## История
Блюда, завернутые в листья, - одна из первых местных филиппинских блюд, описанных испанцами, когда они прибыли на Филиппины. Первое зарегистрированное упоминание риса, приготовленного в листьях, принадлежит Антонио Пигафетте, который в 1525 году написал о висайской еде из риса и проса, завернутой в листья, которую подают с жареной рыбой.
Есть шесть основных рассказов о пусо среди висайцев, опубликованных в Vocabularias (словарях) испанских священников во время испанского колониального периода на Филиппинах . Их авторы часто описывают многочисленные варианты, различающиеся формой и узорами плетения, начиная от простых геометрических форм и заканчивая сложными формами, имитирующими предметы или животных. Но без иллюстраций сложно представить, как они выглядели, а тем более, как они были сделаны. Тем не менее, они дают представление о том, насколько сложными были традиционные пусо в доиспанский период, хотя некоторые из этих форм сейчас утеряны.

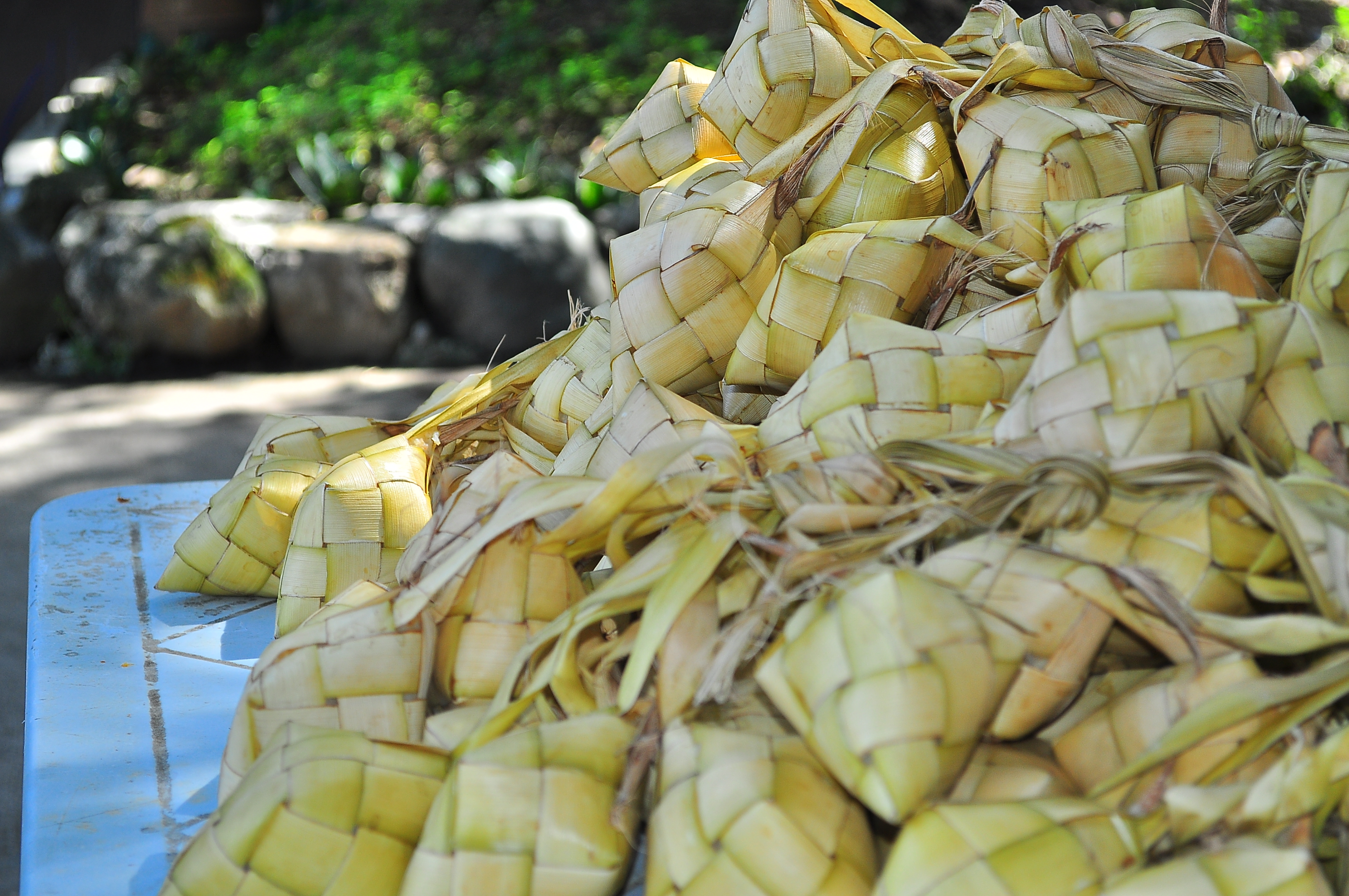
Куча пусо продается в Себу

Фрай Матео Санчес, священник- иезуит из Дагами, Лейте, первым описал пусо по имени (как « посо ») в своем « Vocabulario de la lengua Bisaya » (1615–1617). Он описывает это как сделанное женщинами. Он также перечисляет четырнадцать типов пюсо . Они включают тамбонг, который был плоским и прямоугольным; бинайран, кирпич в форме бруска ; и байобайо, который имел цилиндрическую форму, похожую на маленький пестик . Он также описывает другие, которые имеют еще более сложную форму, например, cumol sin datu, имеющую форму сжатого кулака; linalaqui, по форме напоминающие мужские гениталии; бинабайе в форме груди; синаоп в виде двух сложенных вместе рук; тиникод, по форме напоминающий пятку стопы; линангбай или линамбай, по форме напоминающий краба; бинитун, по форме напоминающий звезду; бунган гапас в форме плода капок ; бинабао или пинавикан, по форме напоминающий панцирь черепахи; и инамо или инамо в форме головы обезьяны.
Алонсо де Ментрида в своем Diccionario de la lengua Bisaya, Hiligueina y Haraya de la Isla de Panay (1618) описывает шесть видов пусо среди себуано, илонгго и караи — народа Панай . Его список повторяет некоторые из упомянутых Санчесом. Он включает в себя posonga linalaque, который он описывает как « esquinado » («угловатый»); посонга пинауикан, по форме напоминающий черепаху; посонга биноуайя в форме крокодила; посонга ибаиба в форме иба (корзина для риса или кувшин); посонга галанган, по форме напоминающий галанган ( звездчатый фрукт ); и посонга пахолан в форме небольшого куска дерева, который рыбаки носят вокруг талии, чтобы прикрепить к нему леску.
Франсиско Игнасио Альсина также описал висайских « посо » в своей « Истории островов и индийцев де Бисайя» (1668 г.). Он описал их как ритуальное подношение во время пагабо или ритуала сарагунтинга, языческого анимистического ритуала дивате (духу) камина. Он отмечает, что однажды посвященные духам дивата, « посо » остаются в покое и никогда не открываются. Подобно Санчесу, он описывает различные виды пусо, а именно линанганг, сотканный из почти белых кокосовых листьев в форме маленькой птички; и ginawig, сплетенный в форме большой курицы.
Другая церемония, в которой используется pusô, описанная Alcina, — это pagbutas, которая проводилась после церемонии погребения мертвых. Родственники и друзья покойного плели пусо и связывали их всех вместе в большой тарелке с водой. Затем дайтан- шаман срезал каждый пусо во время молитвы, что означало отделение живых от недавно усопших.
Хуан Хосе Дельгадо, еще один священник-иезуит, проживающий в Гигуане (современный Гуиуан ), Самар, пишет о том, как брал с собой пусо в поездки в лес для рубки дров в своей « Истории общей, священной, политической и естественной де лас Ислас дель Поньенте ламадас филиппинас». (1751 г.). Он похвалил то, что рис дольше остается свежим. Он также упоминает, как пусо готовят с мясом внутри в больших котлах, называемых баон . Хотя он не называет их, он также описывает многочисленные варианты узоров плетения, начиная от круглых, квадратных и прямоугольных. Он также отмечает мастерство плетения даже среди детей, которые делают мешочки, сравнивая их творения с гордиевым узлом .
В конце 19-го и начале 20-го века Vocabularias есть только краткие упоминания pusô . Хуан Феликс де ла Энкарнасьон в 1885 году описывает пюсо как своего рода мешочек, наполненный рисом. Хотя он также упоминает пинаойкан и пинапаган как отдельные блюда. Антонио Санчес де ла Роса в своем Diccionario español-bisaya para las provincias de Sámar y Leyte (1914) перечисляет пусо под lambay и langbay, современное варайское название пусо, полученное из «крабовой» версии, которую Санчес описал тремя веками ранее. Он описывает его как « bolsa de figura de corazon » («мешочек в форме сердца»), используемый для приготовления риса или риса в кокосовом молоке.

## Похожие блюда
Пусо связан с аналогичными блюдами в других австронезийских культурах, занимающихся выращиванием риса, такими как индонезийский кетупат, хотя последний относится строго к вариантам ромбовидной или треугольной формы. Кетупат также плетут по-разному, основание листа и свободные нити листа не выходят в одной и той же точке, как у большинства филиппинских пусо . Они также широко ассоциируются с Ид аль-Фитр, как таму филиппинцев-мусульман. Кетупат больше всего напоминает версию таму пинад среди филиппинцев-мусульман, которая имеет форму сплющенного ромба, хотя они также сотканы по-другому. В индуистском Бали аналогичный вариант в форме ромба, называемый кетипат или типат, используется в качестве подношения богине риса Деви Шри .
Восьмигранная версия, называемая атупат, также была найдена на доколониальном Гуаме, до того, как древнее выращивание риса на острове было заменено кукурузой, привезенной испанцами.

## Смотрите также
- Биналот
- Суман
- Ламбан
- Лонтонг
- Онигири
- пастилка
- Цзунцзы

## Использованная литература
1. ↑  Nocheseda, Elmer I. (2011). The Art of Pusô: Palm Leaf Art in the Visayas in Vocabularios of the Sixteenth to the Nineteenth Centuries (PDF). Philippine Studies. 59 (2): 251–272. Архивировано (PDF) 18 октября 2022. Дата обращения: 26 октября 2022.
2. ↑  Cabigas, Estan (8 сентября 2009). Puso: Cebu's heart of rice. Langyaw. Архивировано 4 января 2019. Дата обращения: 3 января 2019.
3. ↑  Ang Pusó Mo! Bocu Delights (6 мая 2010). Дата обращения: 3 января 2019. Архивировано 4 января 2019 года.
4. 1 2  Cabigas, Estan (8 сентября 2009). Puso: Cebu's heart of rice. Langyaw. Архивировано 4 января 2019. Дата обращения: 3 января 2019.Cabigas, Estan (September 8, 2009). "Puso: Cebu's heart of rice" Архивная копия от 27 октября 2022 на Wayback Machine. Langyaw. Retrieved January 3, 2019.
5. 1 2 3 4 5 6 7 8 9 10 11 12 13 14 15 16 17  Nocheseda, Elmer I. (2011). The Art of Pusô: Palm Leaf Art in the Visayas in Vocabularios of the Sixteenth to the Nineteenth Centuries (PDF). Philippine Studies. 59 (2): 251–272. Архивировано (PDF) 18 октября 2022. Дата обращения: 26 октября 2022.Nocheseda, Elmer I. (2011). "The Art of Pusô: Palm Leaf Art in the Visayas in Vocabularios of the Sixteenth to the Nineteenth Centuries" Архивная копия от 18 октября 2022 на Wayback Machine (PDF). Philippine Studies. 59 (2): 251–272.
6. ↑  Cunningham, Lawrence J. Ошибка: не задан параметр |заглавие = в шаблоне {{публикация}}. — ISBN 9781880188057.
7. 1 2  Cunningham, Lawrence J. Ошибка: не задан параметр |заглавие = в шаблоне {{публикация}}. — ISBN 9781880188057.Cunningham, Lawrence J. (1992). Ancient Chamorro Society. Bess Press. p. 140. ISBN 9781880188057.
8. ↑  Lebumfacil, Marigold (18 июля 2012). Puso: More than hanging rice. The Philippine Star. Архивировано 10 января 2019. Дата обращения: 3 января 2019.
9. 1 2 3 4 5 6  Lebumfacil, Marigold (18 июля 2012). Puso: More than hanging rice. The Philippine Star. Архивировано 10 января 2019. Дата обращения: 3 января 2019.Lebumfacil, Marigold (July 18, 2012). "Puso: More than hanging rice" Архивная копия от 26 октября 2022 на Wayback Machine. The Philippine Star. Retrieved January 3, 2019.
10. ↑  Ошибка: не задан параметр |заглавие = в шаблоне {{публикация}}. — ISBN 9783639767070.
11. ↑  Nocheseda, Elmer I. TAMU or woven rice pouches made by the Yakan people. Palaspas Palm Leaf Art. Flickr. Дата обращения: 7 января 2019. Архивировано 26 октября 2022 года.
12. ↑  Nocheseda, Elmer I. Palaspas. Municipality of Pateros. Дата обращения: 7 января 2019. Архивировано 7 января 2019 года.
13. ↑  Sri Lestari (20 января 2015). Tipat Cantok, Kuliner Khas Bali yang Tak Membosankan. Kompas.com (индон.). Архивировано 22 января 2015. Дата обращения: 22 января 2015.
14. ↑  Hunter-Anderson, Rosalind (1995). Rice As a Prehistoric Valuable in the Mariana Islands, Micronesia. Asian Perspectives. 34 (1): 69–89.